# Interstate 279
Pour les articles homonymes, voir Route 279.
L'Interstate 279 (I-279) est une autoroute sud–nord du comté d'Allegheny en Pennsylvanie. Son terminus sud se situe à l'I-376 au Pont de Fort Pitt à Pittsburgh et son terminus nord est à Franklin Park à la jonction avec l'I-79. Elle sert d'accès principal entre Pittsburgh et ses banlieues nord.

## Description du tracé
Le terminus sud de l'I-279 est à la jonction avec l'I-376 au centre-ville de Pittsburgh. Elle forme un multiplex avec la US 19 Truck depuis son terminus sud jusqu'à la sortie 4. L'I-279 traverse le Pont de Fort Duquesne au-dessus de la rivière Allegheny. L'I-579 croise l'I-279 mais n'est accessible que par les automobilistes en direction sud et, inversement, le trafic depuis l'I-579 ne peut qu'aller sur l'I-279 nord. L'I-279 compte aussi deux voies réversibles pour les véhicules à haute densité (HOV). Les voies HOV se terminent à la sortie 5. L'autoroute devient suburbaine et rurale plus elle poursuit vers le nord. Elle croise quelques voies locales et atteint son terminus nord un peu plus loin lorsqu'elle rencontre l'I-79.

## Liste des sorties
| Interstate 279                            |               |       |       |                                                         |                                                                       |                                                                     |
| Comté                                     | Municipalité  | mi    | km    | Sortie                                                  | Intersections / Destinations                                          | Notes                                                               |
| Allegheny                                 | Pittsburgh    | 0,00  | 0,00  | —                                                       | Vers I-376 est – Centre-ville de Pittsburgh, Monroeville              | Sortie 70C de l'I-376                                               |
| Allegheny                                 | Pittsburgh    | 0,00  | 0,00  | —                                                       | I-376 ouest – Pont de Fort Pitt, Aéroport international de Pittsburgh | Sortie 70C de l'I-376                                               |
| Allegheny                                 | Pittsburgh    | 0,31  | 0,50  | 1A                                                      | Centre des congrès, Strip District Fort Duquesne Boulevard            | Sortie direction sud, entrée direction nord                         |
| Allegheny                                 | Pittsburgh    | 0,24  | 0,38  | Pont de Fort Duquesne au-dessus de la rivière Allegheny | Pont de Fort Duquesne au-dessus de la rivière Allegheny               | Pont de Fort Duquesne au-dessus de la rivière Allegheny             |
| Allegheny                                 | Pittsburgh    | 0,49  | 0,80  | 1B                                                      | North Shore                                                           | Pas d'entrée direction nord; terminus sud des voies réversibles HOV |
| Allegheny                                 | Pittsburgh    | 0,49  | 0,80  | 1C                                                      | US 19 / PA 65 (en) nord                                               | US 19 indiqué en direction nord                                     |
| Allegheny                                 | Pittsburgh    | 1,02  | 1,64  | 1D                                                      | PA 28 (en) nord / Chestnut Street / Ohio Street – Etna                | Sortie direction nord, entrée direction sud                         |
| Allegheny                                 | Pittsburgh    | 1,10  | 1,77  | —                                                       | 9th Street                                                            | Sortie direction sud, entrée direction nord                         |
| Allegheny                                 | Pittsburgh    | 1,24  | 1,99  | —                                                       | I-279 sud                                                             | Sortie direction sud seulement                                      |
| Allegheny                                 | Pittsburgh    | 1,68  | 2,70  | —                                                       | PPG Paints Arena                                                      | Sortie direction sud, entrée direction nord                         |
| Allegheny                                 | Pittsburgh    | 1,85  | 2,97  | 2A                                                      | I-579 sud – Pont Veterans                                             | Sortie direction sud, entrée direction nord                         |
| Allegheny                                 | Pittsburgh    | 1,91  | 3,07  | 2B                                                      | Vers PA 28 (en) / East Ohio Street                                    | Sortie direction sud, entrée direction nord                         |
| Allegheny                                 | Pittsburgh    | 2,90  | 4,67  | 3                                                       | Hazlett Street                                                        | Sortie et entrée direction nord                                     |
| Allegheny                                 | Pittsburgh    | 3,83  | 6,17  | 4                                                       | East Street                                                           | Sortie et entrée direction sud                                      |
| Allegheny                                 | Pittsburgh    | 4,08  | 6,57  | 4                                                       | US 19 Truck nord (McKnight Road) / Evergreen Road                     | Sortie direction nord, entrée direction sud                         |
| Allegheny                                 | Ross Township | 5,47  | 8,80  | 5                                                       | US 19 (Perrysville Avenue)                                            | HOV: sortie direction nord, entrée direction sud                    |
| Allegheny                                 | Ross Township | 5,54  | 8,91  | Terminus nord des voies HOV                             | Terminus nord des voies HOV                                           | Terminus nord des voies HOV                                         |
| Allegheny                                 | Ross Township | 7,30  | 11,76 | 7                                                       | Bellevue, West View                                                   |                                                                     |
| Allegheny                                 | Ohio Township | 8,41  | 13,54 | 8                                                       | Green Belt (en) (Camp Horne Road)                                     |                                                                     |
| Allegheny                                 | Franklin Park | 13,31 | 21,42 | —                                                       | I-79 nord – Érié                                                      | Sortie 72 de l'I-79                                                 |
| - Accès incomplet - Accès réservé aux HOV |               |       |       |                                                         |                                                                       |                                                                     |